# Connah's Quay Nomads Football Club
Maillots
Actualités
Dernière mise à jour : 9 février 2021.
Le Connah's Quay Nomads Football Club est un club de football gallois basé à Connah's Quay, ville comptant environ 17 500 habitants.
Le club dispute depuis la saison 2012-2013 la première division qu'il remporte pour la première fois à deux reprises en 2020 et 2021.

## Historique
- 1946 : fondation du club sous le nom de Connah's Quay Juniors
- 1952 : le club est renommé Connah's Quay Nomads FC
- 2008 : le club est renommé Gap Connah's Quay Football Club
- 2016 : première qualification pour la Ligue Europa
- 2018 : première victoire en coupe
- 2020 : premier titre de champion et première qualification pour la Ligue des champions

## Bilan sportif

### Palmarès
- Championnat du pays de Galles (2)
  - Champion : 2020 et 2021
  - Vice-champion : 2017, 2019, 2023 et 2024

- Coupe du pays de Galles (2)
  - Vainqueur : 2018 et 2024
  - Finaliste : 1998, 2019 et 2025

- Championnat de deuxième division (2)
  - Vainqueur : 2011 et 2012

- Coupe de la Ligue du pays de Galles (3)
  - Vainqueur : 1996, 2020 et 2022
  - Finaliste : 2023

- Scottish Challenge Cup
  - Finaliste : 2019

### Bilan européen
Note : dans les résultats ci-dessous, le score du club est toujours donné en premier
| Saison    | Compétition             | Tour                 | Club                | Domicile | Extérieur | Total |
| --------- | ----------------------- | -------------------- | ------------------- | -------- | --------- | ----- |
| 2016-2017 | Ligue Europa            | Premier tour Q       | Stabæk Fotball      | 0 - 0    | 1 - 0     | 1 - 0 |
| 2016-2017 | Ligue Europa            | Deuxième tour tour Q | Vojvodina Novi Sad  | 1 - 2    | 0 - 1     | 1 - 3 |
| 2017-2018 | Ligue Europa            | Premier tour Q       | HJK Helsinki        | 1 - 0    | 0 - 3     | 1 - 3 |
| 2018-2019 | Ligue Europa            | Premier tour Q       | Chakhtior Salihorsk | 1 - 3    | 0 - 2     | 1 - 5 |
| 2019-2020 | Ligue Europa            | Premier tour Q       | Kilmarnock FC       | 1 - 2    | 2 - 0     | 3 - 2 |
| 2019-2020 | Ligue Europa            | Deuxième tour tour Q | Partizan Belgrade   | 0 - 1    | 0 - 3     | 0 - 4 |
| 2020-2021 | Ligue des champions     | Premier tour Q       | FK Sarajevo         | 0 - 2    | N/A       | 0 - 2 |
| 2020-2021 | Ligue Europa            | Deuxième tour Q      | Dinamo Tbilissi     | 0 - 1    | N/A       | 0 - 1 |
| 2021-2022 | Ligue des champions     | Premier tour Q       | Alashkert FC        | 2 - 2    | 0 - 1 ap  | 2 - 3 |
| 2021-2022 | Ligue Europa Conférence | Deuxième tour Q      | FC Pristina         | 4 - 2    | 1 - 4     | 5 - 6 |
| 2023-2024 | Ligue Europa Conférence | Premier tour Q       | KA Akureyri         | 0 - 2    | 0 - 2     | 0 - 4 |
| 2024-2025 | Ligue Conférence        | Premier tour Q       | NK Bravo            | 0 - 2 ap | 1 - 0     | 1 - 2 |

Légende
- Victoire ou qualification pour le tour suivant
- Match nul
- Défaite ou élimination de la compétition